# Хан Ґьон Сі
Хан Ґьон Сі (18 травня 1954) — північнокорейський важкоатлет.
Учасник Олімпійських Ігор 1976, 1980 років.